# Easter Island, Nunavut
Easter Island är en ö i Kanada.   Den ligger i territoriet Nunavut, i den nordöstra delen av landet, 3 600 km norr om huvudstaden Ottawa. Arean är 61 kvadratkilometer.
Terrängen på Easter Island är kuperad. Öns högsta punkt är 795 meter över havet. Den sträcker sig 9,6 kilometer i nord-sydlig riktning, och 10,2 kilometer i öst-västlig riktning.